# Vena femorale
ƒLa vena femorale è una vena dell'arto inferiore che riceve il sangue drenato dalle vene tibiali e dalla vena poplitea. Quando riceve la vena femorale profonda, a livello della radice inguinale, prende il nome di vena femorale comune; con questo nome riceve il sangue del sistema venoso superficiale tramite la vena grande safena, che termina all'inguine. La vena femorale drena nella vena iliaca esterna.
Il termine vena femorale superficiale è una dicitura che non ha mai fatto parte di alcuna nomenclatura e pertanto è da ritenersi errato.

## Patologia

Anatomia della vena.
1: Flusso sanguigno, 2: Valvola.

La vena femorale, come tutte le vene degli arti inferiori, può andare incontro ad alcune patologie che sono:
- l'insufficienza venosa cronica
- la trombosi venosa profonda

L'insufficienza venosa cronica, comunemente detta varice, rappresenta circa il 90% delle patologie venose, e consiste nella dilatazione patologica della vena, fino allo sfiancamento della parete della stessa con stasi del sangue.
Le pareti del vaso contengono delle valvole deputate al ritorno venoso del sangue verso il cuore.
Lo sfiancamento di queste valvole portano ad una dilatazione e tortuosità patologica del vaso, creando nel paziente sintomi di gambe pesanti, dolorose con la possibilità di comparsa di edèmi e flebiti.
La trombosi venosa profonda (TVP) è una patologia solitamente a decorso benigno, ma che può sfociare in complicanze a volte anche molto gravi, che possono portare alla morte del paziente.
Le causa della TVP possono essere varie:
- post-traumatiche
- patologie nella catena della coagulazione del sangue
- patologie di origine neoplastica

La stasi venosa o la lesione della vena può accelerare un processo di aggregazione piastrinica che va ad otturare il vaso sanguigno. Questo coagulo può dare origine a trombi, che se raggiungono il circolo polmonare possono causare una embolia polmonare.

### Trattamento
Per quel che riguarda l'insufficienza venosa, a seconda della gravità si va dall'uso di preparati a base di bioflavonoidi (diosmina, esperidina, mirtillina, rutoside), all'uso di calze elastiche a compressione graduata, alla scleroterapia, all'applicazione del laser per i capillari e le varici di piccole dimensioni.

Nei casi più gravi si può arrivare all'intervento chirurgico, che può consistere nello "stripping" di tipo tradizionale o nell'utilizzo di tecniche alternative come le onde radio.
Per la TVP, la terapia farmacologica consiste nell'impiego di farmaci anticoagulanti, che agiscono sulla fluidità del sangue interrompendo il processo aggregativo del trombo, o farmaci trombolitici, che agiscono direttamente sul trombo, sciogliendolo.
Nei pazienti recidivi o particolarmente a rischio, si posiziona un filtro cavale, che funge da protezione qualora il trombo si distacchi, impedendo così che raggiunga il circolo polmonare.